# Autostrada A132 (Franța)
Autostrada A132, cunoscută și sub denumirea de Antena Deauville, este o autostradă scurtă de 5 kilometri din Franța, care leagă A13 la sud de Deauville și, totodată, deviază orașul Pont-l'Évêque de pe axa Lisieux - Deauville.
Aceasta este concesionată către SAPN (Société des Autoroutes Paris Normandie), însă utilizarea ei rămâne gratuită.
Autostrada A132 este prelungită la sud de Pont-l'Évêque printr-o șosea departamentală cu zone de depășire, inaugurată pe 4 noiembrie 1988, D579, iar la nord, prin D677.

## Istorie
Declarații de utilitate publică:
- 26 februarie 1974: Întregul tronson al autostrăzii (RD579 - RD677)[1][2].

Punerea în funcțiune:
- 13 mai 1977: Întregul tronson al autostrăzii (RD579 - RD677)
- 4 noiembrie 1988: Nodul rutier de Pont-l'Évêque (A13, partea Sud), (reamenajare)
- 1995: Ramificația Paris > Lisieux (ieșirea 1), (deschidere)
- 24 iunie 2008: Rampa de acces Tourville-en-Auge (ieșirea 2, partea Nord)
- 2008: Ramificația Paris > Lisieux (ieșirea 1), (închidere)
- 9 iulie 2010: Nodul rutier de Pont-l'Évêque (A13, partea Sud), (reamenajare)
- august 2010: Nodul rutier de Pont-l'Évêque (A13, partea Vest), (reamenajare)
- decembrie 2014: Rampa de acces Pont-l'Évêque (ieșirea 1), (reamenajare)
- decembrie 2014: Nodul rutier de Pont-l'Évêque (A13, partea Sud), (reamenajare, ramificație Paris - Lisieux)

## Traseu
| De la RD579 la RD677; secțiune gratuită concesionată către SAPN. | |           |
| A132                                                             | |           |
| Intersecție                                                      | Nod rutier între A13, RD579 și A132: Caen; Paris, Le Havre, Rouen, Pont de Normandie; Lisieux (nod rutier parțial).                                                      | A13 RD579 |
| 1 - Pont-l'Evêque                                                | Oraș deservit: Pont-l'Évêque (nod rutier parțial). | RD675     |
| 2 - Tourville-en-Auge                                            | Oraș deservit: Rouen, Le Havre, Lisieux, Pont-l'Évêque-centru, Honfleur, Tourville-en-Auge, Pont de Normandie, Aeroportul Deauville – Saint-Gatien (nod rutier parțial). | RD579     |
| A132                                                             | |           |
| RD677                                                            | |           |